# Milano–Mantova
Milano–Mantova (deutsch Mailand–Mantua) war ein italienisches Straßenradrennen, das in der Zeit von 1906 bis 1962 als Eintagesrennen ausgetragen wurde. Es wurde zwischen den Städten Mailand und Mantua gefahren.

## Geschichte
Milano–Mantova wurde von der Zeitung La Gazzetta dello Sport organisiert und fand am 20. Mai 1906 zum ersten Mal statt. Zeitweise wurde es auch „Trofeo Moschini“ (1936–1943) genannt. Ab 1946 hieß es wieder Mailand-Mantova. Adolfo Leoni und Pierino Baffi gelangen jeweils zwei Siege.

## Sieger
- 1906  Giovanni Rossignoli
- 1907  Giovanni Cuniolo
- 1908  Battista Danesi
- 1909–1931 nicht ausgetragen
- 1932  Carlo Bonfanti
- 1933  Fabio Battesini
- 1934  Enrico Bovet
- 1935  Vasco Reggianini
- 1936  Raffaele Di Paco
- 1937  Renato Scorticati
- 1938  Francesco Albani
- 1939  Adolfo Leoni
- 1940  Adolfo Leoni
- 1941  Luciano Succi
- 1942  Glauco Servadei
- 1943  Olimpio Bizzi
- 1944–1945 nicht ausgetragen
- 1946  Mario Ricci
- 1947  Quirino Toccacelli
- 1948–1956 nicht ausgetragen
- 1957  Leon Vandaele
- 1958  Rik Van Looy
- 1959  Pierino Baffi
- 1960  Giuseppe Vanzella
- 1961  Ercole Baldini
- 1962  Pierino Baffi